# Ann Winblad
Ann L. Winblad (sinh ngày 1 tháng 11 năm 1950) là một nữ doanh nhân người Mỹ. Bà là một thành viên sáng lập của công ty vốn mạo hiểm Hummer Winblad Venture Partners.

## Cuộc đời
Ann L. Winblad sinh ngày 1 tháng 11 năm 1950 tại Red Wing, Minnesota. Cha và mẹ của bà là Wilbur Winblad và Elizabeth Stark. Ann L. Winblad và năm anh chị em lớn lên ở Rushford và Farmington.
Trong suốt những năm trung học bà là một hoạt náo viên và là học sinh đọc diễn văn tốt nghiệp. Winblad lấy bằng Cử nhân Toán học và Quản trị Kinh doanh tại Đại học St. Catherine và bằng thạc sĩ Giáo dục tại Đại học St. Thomas, St. Paul, Minnesota. 
Với bằng thạc sĩ của mình, Winblad gia nhập Cục Dự trữ Liên bang Mỹ, bà đã làm việc ở đây 13 tháng. Bà được nhận Giải thưởng John F. Cade cho tinh thần kinh doanh xuất sắc vào năm 1997.

## Công việc
Sau khi lấy bằng cao học, Winblad và ba đồng nghiệp rời Cục Dự trữ Liên bang để thành lập Open Systems Inc, một công ty chuyên viết phần mềm kế toán. Công ty này sau đó đã được bán với giá hơn 15 triệu Đô la Mỹ vào sáu năm sau đó.  Sau khi bán công ty, Winblad trở thành cố vấn công nghệ của IBM và Microsoft. Ann L. Winblad cũng tham gia đầu tư vào Microsoft. Winblad đã gặp Bill Gates tại hội nghị máy tính Ben Rosen - Esther Dyson vào năm 1984. Hai người có cảm tình với nhau và họ đã có những cuộc hẹn hò riêng cho đến năm 1987. Cho đến thời điểm hiện nay họ vẫn thường xuyên liên lạc bạn bè.
Năm 1989 cùng với John Hummer, Ann L. Winblad đồng sáng lập công ty đầu tư mạo hiểm Hummer Winblad Venture Partners. Tuy nhiên, công ty Hummer Winblad Venture Partners phải mất gần hai năm mới có thể gây quỹ đủ để hoạt động, cũng như để cho các công ty lớn như IBM và The St. Paul tin tưởng để đầu tư vào. Trong giai đoạn mới thành lập, Hummer Winblad Venture Partners đã giúp cho 16 công ty khởi nghiệp thành công.
Năm 2000, Winblad được vinh danh trong "Small Business Hall of Fame" của Tạp chí Fortune.

## Đời tư
Khi Bill Gates kết hôn với Melinda Gates, Bill Gates đã có một thỏa thuận với Melinda Gates rằng ông và Ann L. Winblad vẫn sẽ duy trì truyền thống đi nghỉ dưỡng chung vào mỗi mùa xuân, như họ đã làm trong hơn một thập kỷ trước đó. Gates và Winblad sẽ trải qua một kỳ nghỉ cuối tuần dài tại ngôi nhà nhỏ ven biển của Ann Winblady ở Outer Banks phía Bắc Carolina. Nơi đây, nơi họ sẽ cưỡi xe Bọ Cát (Dune Buggy) vượt địa hình trên cát, tản bộ trên bãi biển và chia sẻ những suy nghĩ của nhau về thế giới và bản thân.
Bà kết hôn với thám tử tư từ San Francisco là Alex Kline, em trai của diễn viên Kevin Kline.

## Giải thưởng
- "Award for Exemplary Women honoree" năm 2017.[13]
- "SVForum Visionary Award"[14]